# Dajnko
Dajnko je priimek v Sloveniji, ki ga je po podatkih Statističnega urada Republike Slovenije na dan 1. januarja 2010 uporabljalo 51  oseb in je med vsemi priimki po pogostosti uporabe uvrščen na 7.430. mesto.

## Znani nosilci priimka
- Manuela Dajnko, umetnostna zgodovinarka
- Peter Dajnko (1787—1873), jezikoslovec in nabožni pisatelj